# Герард Терборх
Герард тер Борх Молодший або Герард Терборх (нід. Gerard ter Borch de Jonge, 1617 — 6 грудня 1681) — нідерландський художник-портретист, майстер жанрових картин.

## Життєпис
Народився у містечку Зволле (провінції Оверейсел) у родині високопосадовця та художника Герарда тер Борха Старшого. У дитинстві виявив хист до малювання. Спочатку проходив навчання у батька. 1632 року пройшов навчання у художника Віллема Дуйстера в Амстердамі.
В 1633—1635 роках навчався у Пітера де Молейна в Гарлемі, де познайомився з творчістю Франса Галса. 1635 року вирушає до Лондона, де мешкав його дядько Роберт ван Ворст. Після смерті останнього у 1636 році повертається на континент.
З метою ознайомлення із досягненнями провідних художних шкіл перебирається до південних Нідерландів (сучасна Бельгія), відвідує Францію та Італію. У 1640—1641 роках мешкає в Римі. У 1645 році він повернувся до Голландії і оселився в Амстердамі.
У 1646 році тер Борх супроводжував голландського посла Адріана Пау до Мюнстера (йшли перемовини щодо завершення Тридцятирічної війни), де намалював одну зі своїх найвідоміших творів — «Мирна конференції між Голландією та Іспанією». На запрошення іспанських дипломатів переїздить до Іспанії, де перебував до 1654 року, коли повернувся на батьківщину. В Іспанії король Філіпп IV надав художнику лицарство.
У 1654 році оженився. На батьківщині деякий час мешкав в Гарлемі, а потім перебирається до Девентера, де стає членом міської ради. З цього моменту мешкав у Девентері, присвятивши себе живопису та підготовці учнів, найвідомих з яких був Каспар Нетшер.

## Творчість
Був автором витончених жанрових картин, домігся визнання своїми інтер'єрними сценами з життя заможних родин і майстерністю передачі дорогих тканин, таких як шовк і атлас. Тонкість і деталізованість його картин, а також кумедна чарівність трохи лялькових персонажів були привабливими для смаків середнього класу.
Був знайомий з творчістю майже усіх великих художників XVII століття, зокрема Рембрандта і Дієго Веласкеса, однак їх вплив ніяк не позначився на його стилі живопису.
У 1630-ті — на початку 1650-х років тер Борх зображував відмічені м'якими світлотіньовими ефектами сцени народного і солдатського побуту («Солдати, що грають в карти», «Родина точильника»).
Із середини 1650-х років звернувся до сцен з життя багатих бюргерів, зображуючи нечисленні фігури в ошатних інтер'єрах. Найкращі картини Терборха цього періоду відрізняються суворою витонченістю і стриманістю образів, холоднуватою барвистою гамою, тонкістю світлотіньового моделювання, віртуозною передачею фактури шовковистих одягів («Батьківське навіювання», «Жінка, що пише листа», «Урок музики»).
З 1660 року зосереджується на малюванні портретів («Портрет молодої дівчини», «Портрет Пітера де Граффа», «Портрет Мойсея тер Борха», «Портрет Франсуа де Віка»).
Тер Борху належать також невеликі, вишукані за живописною манерою і образним виконанням портрети у зріст («Портрет дами»).
Творчість тер Борха вплинула на Габріеля Метсю, Франса ван Міріса Старшого, Пітера ван Анрадта, Еглона ван дер Нера.